# موشه‌لان
محوطه باستانی موشه لان در استان تهران، شهرستان ساوجبلاغ و در موقعیت کنونی روستای اسماعیل‌آباد واقع گردیده است. در سال ۱۳۳۷و۱۳۳۸ طی دو فصل سه‌ماهه حفاری و کاوش روی این محوطه توسط مهندس علی حاکمی انجام گرفت و منجر به کشف آثاری از اواخر هزاره پنجم و اوایل هزاره چهارم قبل میلاد گردید. آثار معتبر و چشمگیری که با تکیه بر کم و کیف آن می‌توان راجع به فرهنگ اسماعیل‌آباد در ارتباط با چشمه علی، قره تپه شهریار، زا غه دشت قزوین و سایر میادین باستانی سخن گفت، سفال آن دارای پوسته درخشان است. این پوسته درخشان در حقیقت دوغابی از رس لطیف با مواد سیلیسی است.

## لایه نگاری سفالینه‌های اوخرایی موشه لان تپه بر حسب طبقه‌بندی
- الف)سفالینه‌هایی که عمق ۱متری از راس تپه به دست آمده‌اند، دارای پوسته‌ای اخرایی و نقوش هندسی و تصاویر انسان و جانوران مختلف از قبیل بز کوهی، اسب، الاغ و پرندگانی مانند مرغ‌های ماهیخوار و مرغابی بوده‌اند.
- ب)سفالینه‌های یافت شده از عمق بیشتر فقط با نقوش هندسی آراسته شده و از لحاظ ضخامت و خمیره خشن تر از طبقات جدیدتر است. ترکیب سفالینه‌ها عبارت است از ظروف پایه دار به اندازه‌های بزرگ و کوچک که پایه‌ها عموماً مجوفند. گروه دیگر قدح‌های بدون پایه و گروه بعدی دسته دار و زنبیلی شکل است. در بین این مجموعه، کاسه‌های دهانه تنگ در اندازه‌های متنوع، کاسه‌هایی با آبریز ناودانی شکل کوچک و کاسه‌هایی با نشیمن‌های مخروطی یافت شده‌است که روی سه‌پایه یا در ماسه مستقر می‌گردیده‌اند. خطوط هندسی در ظروف اسماعیل‌آباد به صورت افقی، عمودی و شکسته است و عموماً دو خط به صورت موازی ترسیم گردیده است. گاه سفالگر در حد فاصل این ترسیمات، نقش دیگری شبیه ستاره یا گل طراحی کرده‌است و بدین ترتیب جلوه بیشتری به نقوش داده، از فضاهای خالی بین خطوط موازی پرهیز کرده‌است. در نقوش دیگر نیز پرندگانی مشابه لک لک، مرغابی و مرغ‌های ماهیخوار به صورت گروهی و پشت سر هم در روی برخی سفالینه‌ها ترسیم شده‌است. مجموعه این ظروف به رنگ اخرایی و قرمز رنگ با نقوش سیاه‌رنگ و براق است. ترکیبات دیگر ظروف عبارت از میوه خوری‌هایی با پایه‌های مدور بوقی شکل مجوف است. سفالینه‌ها از نظر اندام‌شناسی و نقوش و خطوط هندسی گیاهی و جانوری با مشابهات خود در قره تپه شهریار و زاغه دشت قزوین قابل مقایسه است.